# Supernova (álbum de Supernova)
Supernova es el primer álbum de estudio del teen pop chileno Supernova lanzado el 18 de diciembre de 1999. Fue producido por Cristián Heyne y Koko Stambuk. El disco cuenta con los hits "Toda la noche", "Maldito amor" y "Tú y yo".

## Lista de canciones
Todas las canciones escritas y compuestas por Packman (Cristian Heyne y Koko Stambuk). 
| N.º | Título                         | Duración |  |
| 1.  | «Toda la noche»                | 3:44     |  |
| 2.  | «Tu y yo»                      | 3:59     |  |
| 3.  | «Sin ti soy un fantasma»       | 4:02     |  |
| 4.  | «Deja que el mundo dé vueltas» | 3:25     |  |
| 5.  | «Discogroovy»                  | 3:58     |  |
| 6.  | «Maldito amor»                 | 3:38     |  |
| 7.  | «Mi amor no se compra»         | 3:23     |  |
| 8.  | «Gisselle»                     | 3:56     |  |
| 9.  | «Navidad mentira»              | 3:51     |  |
| 10. | «Pide un deseo»                | 4:39     |  |

## Créditos
- Coni Lewin: Voz
- Elisa Montes: Voz
- Consuelo Edwards: Voz

## Sencillos
| Título                           | Año  | Máxima posición |
| Título                           | Año  | CHI             |
| -------------------------------- | ---- | --------------- |
| "Toda la noche"                  | 1999 | 26              |
| "Maldito amor"                   | 2000 | 1               |
| "Tú y yo/Sin ti soy un Fantasma" | 2000 | 3               |